# Hendrik Conscience

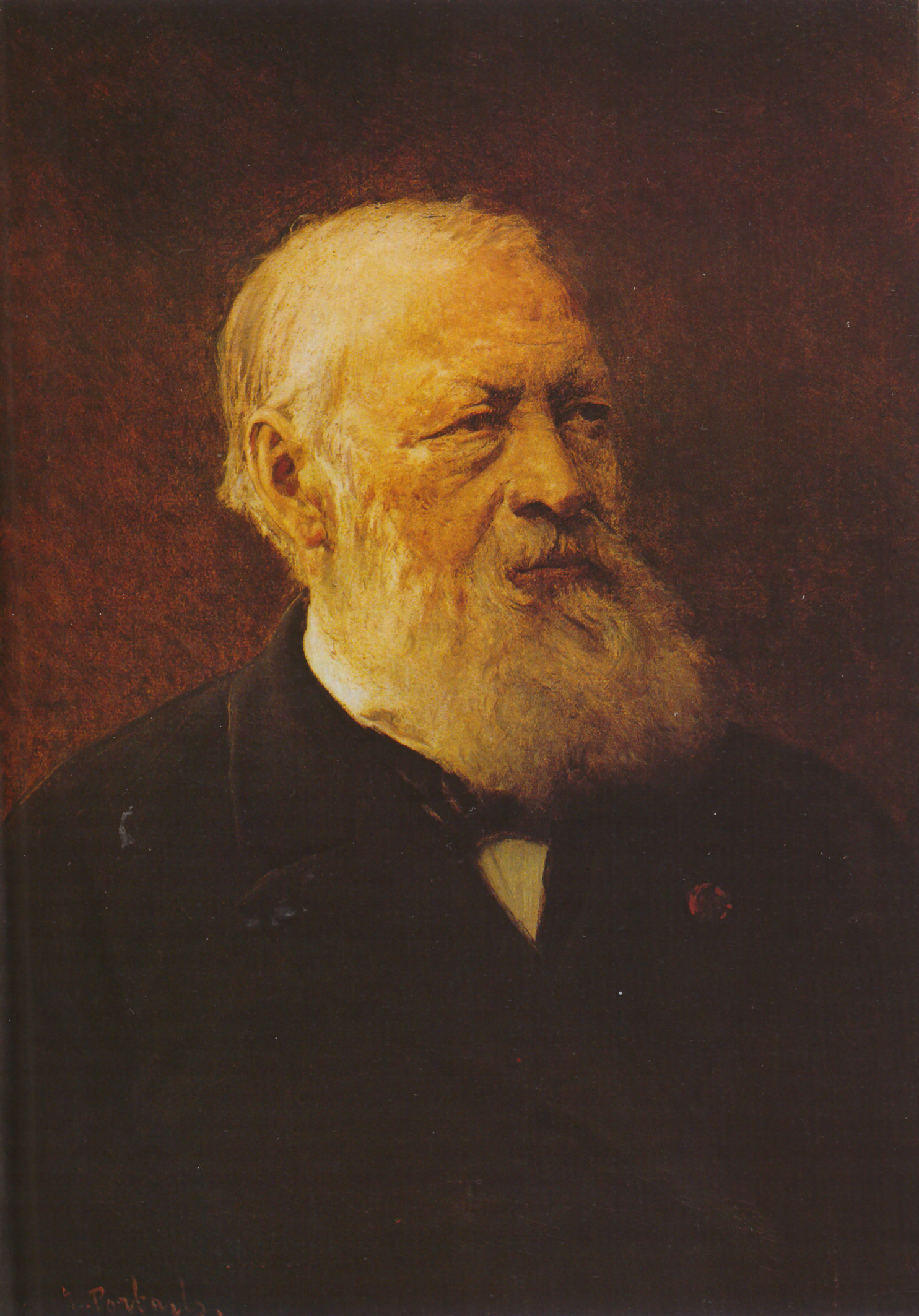
Hendrik Conscience

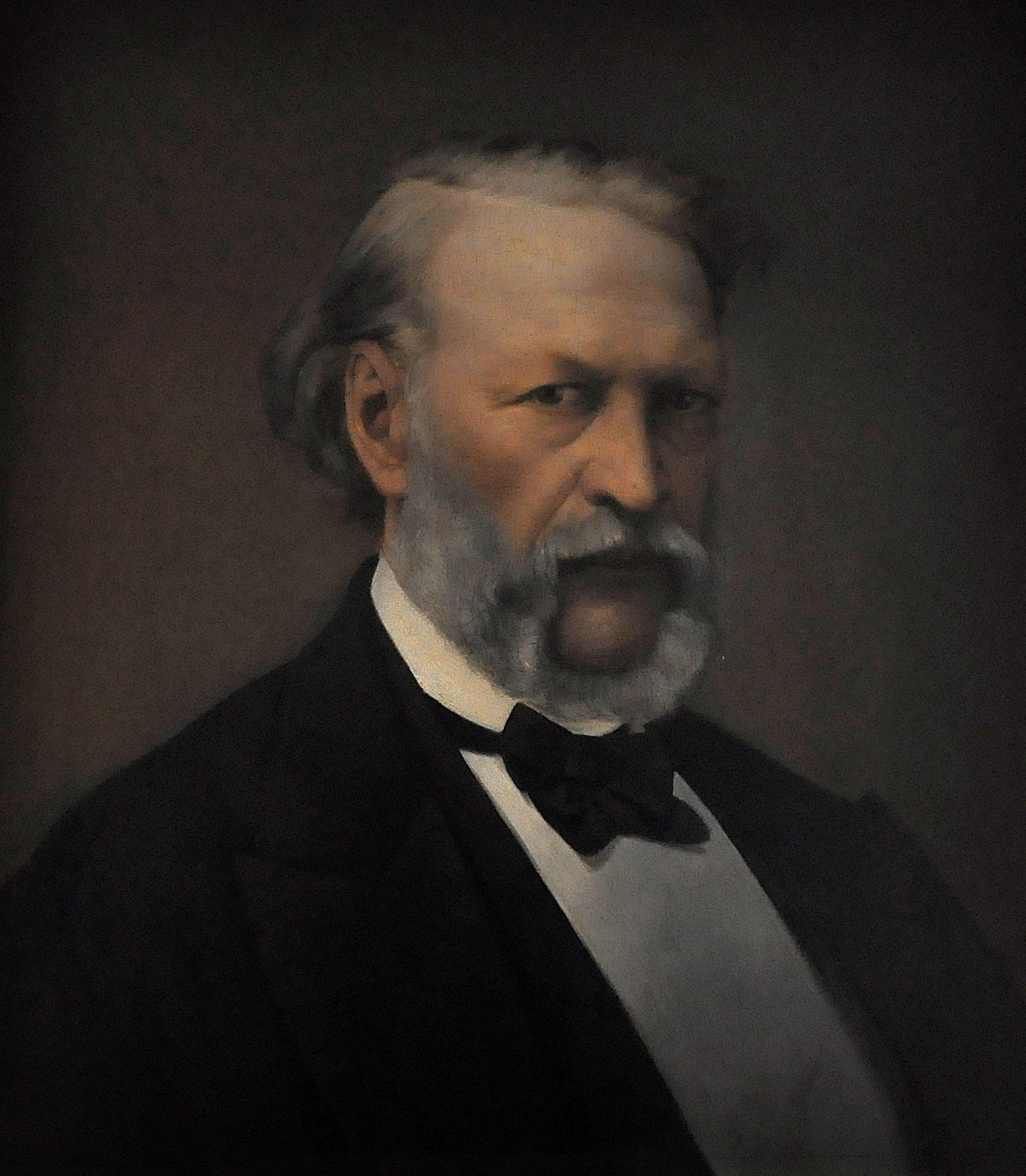
Hendrik Conscience um 1870. Das Bild von Hendrik De Pondt befindet sich im Museum der Groeningeabdij in Kortrijk

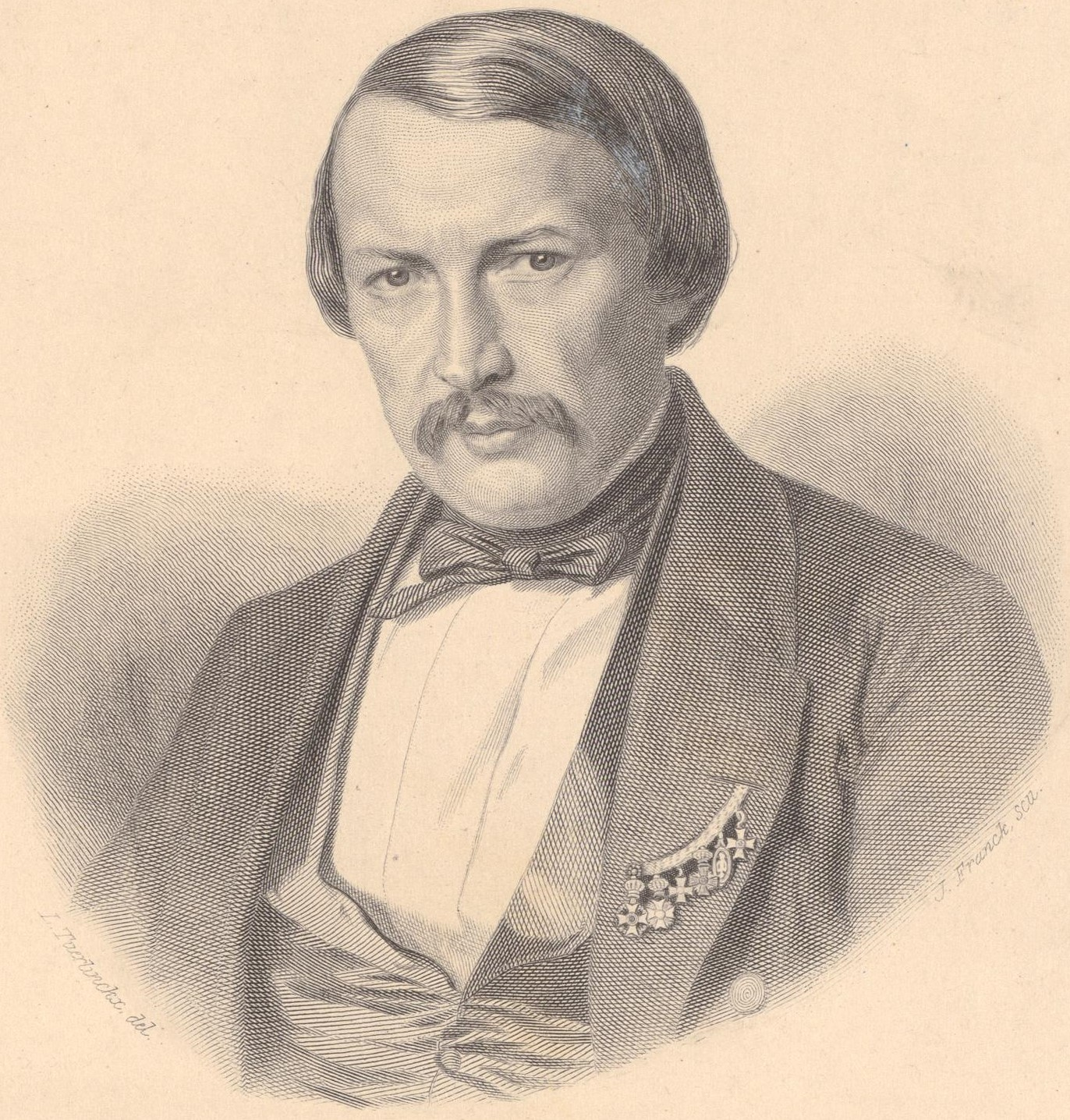
Hendrik Conscience

Hendrik Conscience (* 3. Dezember 1812 in Antwerpen; † 10. September 1883 in Elsene bei Brüssel) war ein flämischer Erzähler und Mitbegründer der flämischen Literatur.

## Leben und Werk

### Kindheit
Conscience war auf den Namen Henri getauft, schrieb sich selbst aber immer Hendrik. Sein Vater, der Franzose Pierre Conscience aus Besançon, war Schiffahrtsbeamter in Napoleons I. Marine. Er wurde 1811 zum Unter-Hafenmeister Antwerpens ernannt, das damals zu Frankreich gehörte. Hendriks Mutter, Cornelia Balieu, war Flämin. Nach dem Rückzug der Franzosen 1815 blieb Pierre in der Stadt und schlachtete abgewrackte Schiffe aus.
Hendrik wuchs in der Schiffsbedarfshandlung De Groene Hoek auf, in der alte eingelagerte Bücher sein Interesse für Literatur weckten. Nach dem Tod seiner Mutter 1820 heiratete der Vater 1826 die sehr viel jüngere Witwe Anna Catherina Bogaerts, die Hendrik Conscience oft in seinen Büchern beschreibt. Er verkaufte den Laden und bezog in den Kempen, mit der Familie einen kleinen Hof mit Garten. Während er in fernen Hafenstädten Schiffe aufkaufte, waren seine Söhne Hendrik und dessen Bruder mal wochen-, mal monatelang mit der Stiefmutter allein.

### Einfluss von Revolution und Antwerpener Bohème
Autodidaktisch erwarb sich Hendrik Kenntnisse in Botanik, Medizin, den Naturwissenschaften und in der niederländischen Sprache. Mit 17 Jahren hatte er sich selber schon so viel beigebracht – vor allem Englisch –, dass er damit nach Antwerpen gehen und sich als Lehrer in angesehenen Lehranstalten ein Studium finanzieren konnte.
1830 ließ sich der junge Mann bei Ausbruch der Revolution überreden, in die neue belgische Armee einzutreten, zunächst für zwei, dann für fünf Jahre. Er diente in Kasernen in Venlo und Dendermonde, bis er 1836 als Feldwebel aus dem Dienst schied.
Da er aber nach seiner Entlassung keine Rente erhielt, kehrte er ohne Beschäftigung in das Haus des Vaters zurück. Durch die Armee war Hendrik mit Flamen aus allen Schichten in Kontakt gekommen. Da er außerdem in regem Briefkontakt mit den Rederijkers in Antwerpen gestanden hatte, stand für ihn bald der Entschluss fest, sich der flämischen Bewegung zu widmen und in der von der Bourgeoisie verachteten niederländischen Sprache zu schreiben. Eine Textpassage bei Guicciardini inspirierte ihn, eine Reihe von Szenen aus dem niederländischen Freiheitskampf niederzuschreiben, die unter dem Titel In ’t wonderjaer 1566 1837 in Gent erschienen und Conscience über Nacht bekannt machten. Sein Vater betrachtete dies mit so viel Missfallen, dass er seinen Sohn vor die Tür setzte.
Hendrik machte sich mit zwei Francs und einem Bündel Kleider nach Antwerpen auf. Sein alter Schulfreund Jan Alfried de Laet nahm ihn bei sich auf und führte ihn in den Antwerpener Kern der flämischen Bewegung ein. Schon bald interessierten sich einflussreiche Persönlichkeiten der dortigen Bohème für den talentierten, aber noch erfolglosen Mann. Sein Freund Gustave Wappers, Maler am Königshof, stellte ihn dem König vor, der nach dem Treffen mit Conscience den Wunsch äußerte, das Wonderjaer möge in den Bibliotheken aller belgischen Schulen verfügbar gemacht werden.

### DerLöwe von Flandern
Im selben Jahr, 1837, veröffentlichte Conscience unter der Ägide Leopolds I. sein zweites Werk Phantasy, ein Sammelsurium aus Lyrik und Prosa, dessen mäßiger Erfolg ihn jedoch herb enttäuschte. Eine bescheidene Anstellung als Übersetzer im Provinzialarchiv, vermittelt von Wappers, befreite ihn vom ärgsten finanziellen Druck, und so konnte er 1838 mit dem Historienroman De leeuw van Vlaenderen seinen wahrscheinlich größten Erfolg vollenden.
Der Roman schildert den Kampf der Flamen gegen die französische Unterdrückung, der in der sogenannten Schlacht der goldenen Sporen gipfelte. Der flämische Graf Guido von Dampierre will sich dem französischen König unterwerfen, in der Hoffnung, seine gefangen gesetzte Tochter befreien zu können. Königin Johanna von Navarra jedoch lässt den Grafen, seine Söhne und seine Gefolgschaft gefangen nehmen. Darauf vereinen sich Volk und Adel Flanderns im Hass gegen die Franzosen. Hauptfiguren sind die gegensätzlichen Charaktere Jan Breydel, der Führer der Metzgerzunft, und Pieter Deconinck, der Obermeister der Weber, als Vertreter des Volks sowie Guidos Sohn Graf Robert III. von Béthune (von Dampierre), der „Löwe von Flandern“, als Hauptfigur des Adels. Obwohl oder gerade weil der Roman die Historie etwas schönt und passend macht, bescherte er nicht nur der flämischen Kultur, sondern auch der flämischen Identität einen beispiellosen Auftrieb.
Kritik an dem Roman versetzten Conscience’ Ambitionen jedoch einen Rückschlag. Wegen seiner betont flämischen Haltung musste er auch seinen Platz im Archiv räumen. Seine Bücher wurden hoch gelobt, verkauften sich aber noch nicht so gut, dass er davon hätte leben können. So musste er für etwa 13 Monate sogar als Gärtner arbeiten, bis es 1841 Wappers, der zum Leiter der Akademie der Schönen Künste aufgestiegen war, gelang, Conscience zum Sekretär der Akademie zu berufen. Ihre Stellen behielten beide bis 1854.

### Erfolg und Anerkennung
Endlich begann Conscience’ Werk, auf Resonanz zu stoßen. Hoe men schilder wordt (1843), Wat eene moeder lyden kann (1843), Siska van Roosemael (1844), Lambrecht Hensmans (1847), Jacob van Artevelde (1849) und De loteling (1850) machten ihn zunehmend populär. Auf einem flämischen Kongress in Gent 1841 wurden Conscience’ Werke als der Same bezeichnet, von dem am ehesten eine nationalliterarische Ernte zu erwarten sei. Die Patrioten unterstützten daher ihre Verbreitung und priesen jedes neue Werk aus Conscience’ Feder als Ehre für Belgien. 1845 wurde Conscience zum Ritter des Leopoldsordens geschlagen. Er hatte der niederländischsprachigen Literatur mehr und mehr den Ruf des Ordinären genommen und einen regelrechten Boom ausgelöst.
Im selben Jahr verfasste Conscience als Auftragsarbeit seine Geschiedenis van België, die er dem König widmete. Er stand nun am Zenit seines Genies, was ihm einige freilich so heftig neideten, dass er sich erschöpft und entmutigt in die Kempen zurückzog. Dort besann er sich wieder auf die Schilderungen flämischen Lebens zurück. Blinde Roza (1850), Rikke-tikke-tak (1851), De arme edelman (1851) und De gierigaerd (1853), die in dieser Zeit entstanden, zählen zu den wichtigsten seiner Romane. Sie beeinflussten direkt die neuere Belletristik, und Conscience fand zahlreiche Nachahmer.
1851 erschienen die ersten Übersetzungen seiner Erzählungen auf Englisch, Französisch, Deutsch und Italienisch und machten ihn über die Grenzen hinweg berühmt. Er hätte jetzt von seinem literarischen Schaffen leben können, wurde aber – zum Nachteil der Kunststadt Antwerpen – Kreiskommissar in Kortrijk. Auf diesem Posten in der abgelegenen Grenzstadt vereinsamte er zusehends und erreichte auch nicht mehr die Qualität seiner früheren Werke. Aus Briefwechseln dieser Zeit wird deutlich, dass wohl Geldsorgen der Grund dafür waren, dass sein Œuvre so schnell anwuchs.
Der 1868 geschaffene Posten eines Inspizienten der Königlich-Belgischen Museen der Malerei und Bildhauerei in Brüssel sollte zur Sinekure für Conscience werden. Auch weiterhin schrieb er regelmäßig Romane. Er galt nun als eine der berühmtesten Persönlichkeiten Antwerpens; die Veröffentlichung seines 100. Buches wurde ebenso frenetisch von der Öffentlichkeit gefeiert wie sein 70. Geburtstag. Der Einweihung eines ihm geweihten Denkmals konnte er aus gesundheitlichen Gründen nicht mehr beiwohnen. Nach langer Krankheit verstarb er in seinem Haus. Man ehrte ihn mit einem Staatsbegräbnis und setzte ihn im Antwerpener Schoonselhof bei.
1867 wurde er zum korrespondierenden und 1869 zum ordentlichen Mitglied der Académie royale des Sciences, des Lettres et des Beaux-Arts de Belgique gewählt.

## Bedeutung

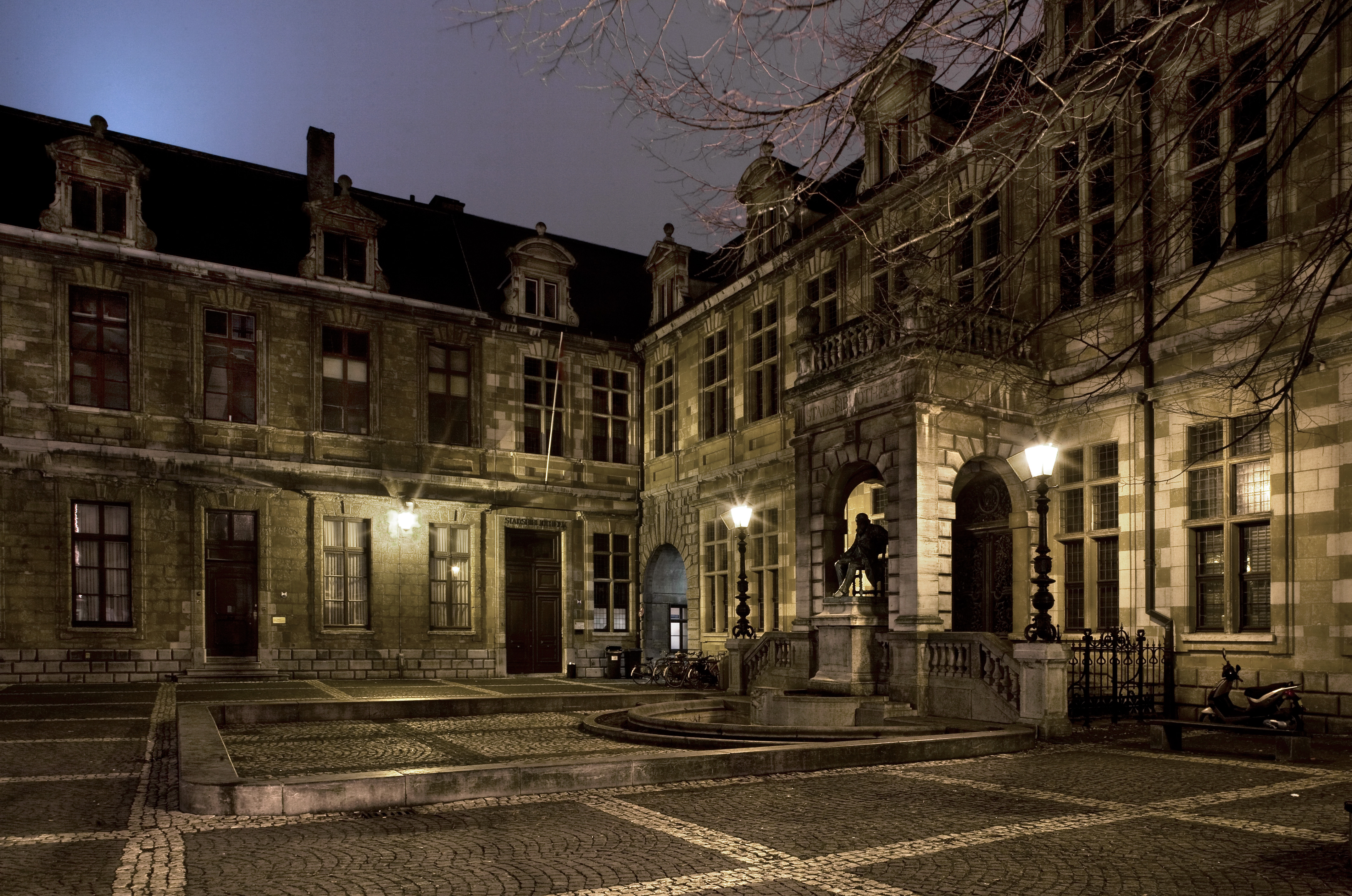
Der Hendrik Conscienceplein in Antwerpen. Dieser Platz erhielt zu Ehren des bedeutenden Sohnes der Stadt den Namen des Schriftstellers.

Während die Niederlande auf eine jahrhundertealte, ruhmreiche Literaturtradition verweisen konnten, verhinderten Vorurteile einer Französisch sprechenden Bourgeoisie die Anerkennung der Sprache in den flandrischen Provinzen Belgiens. Die Abspaltung von den Niederlanden im Jahr 1830 hatte einen so großen Keil zwischen die beiden Brudervölker und ihre Sprachen getrieben, dass lange Jahre auf belgischer Seite kaum niederländischsprachige Literatur entstand. Genau in dieser Situation schuf Conscience eine niederländischsprachige Leserschaft und setzte sich für die nationale Bewusstwerdung ein.
1830 schrieb er: „Ich weiß nicht, wie es ist, aber ich bekenne, dass ich an den echten Flamen etwas unbeschreiblich Romantisches, Mysteriöses, Tiefgründiges, Energisches, ja Wildes finde. Sollte ich je die Fähigkeit zum Schreiben besitzen, werde ich mich mit ganzer Kraft der flämischen Komposition widmen.“ Die Gedichte, die er als Soldat schrieb, waren seine einzigen französischen Werke.
Dem geborenen Künstler gelang in seinem Schaffen eine seltene Verbindung aus Fantasie, Idealisierung und Realität. Er besaß ein ausgeprägtes Gefühl für Sprachmusik, besonders aber für Farben und Stimmungen. Die Fülle an romantischen Themen und Motiven, mit denen er sich beschäftigte, blieb in Belgien ohne Beispiel. Er war aber nicht nur der volkstümlichste Autor Flanderns, sondern nimmt wegen seiner an Sir Walter Scott und Victor Hugo anknüpfenden historischen Romane De leeuw van Vlaenderen, Jacob van Artevelde und De boerenkrijg (1798) und seiner mit Berthold Auerbach und George Sand vergleichbaren Landschaftsbeschreibungen und Idyllen auch einen hohen Stellenwert in der europäischen Literatur ein.

## Werke
- In ’t wonderjaer (Im Wunderjahr) (1837) – dt. Das Wunderjahr (1845)
- Phantasy (1837)
- De leeuw van Vlaenderen (1838) – dt. Der Löwe von Flandern (1846) Online-Ausgabe ULB Münster
- Aenspraek tot het Vlaamsche volk (1839)
- Gedichten en redevoeringen (1840)
- Hoe men schilder wordt (Wie man Maler wird) (1843)
- Het wonderjaer 1566 (1843) (veränderte Neuauflage van In ’t wonderjaer)
- Siska van Roosemael  (1844) – dt. Siska van Roosemael: wahre Geschichte einer Jungfrau, die noch lebt (1846)
- Wat eene moeder lijden kann (1844) – dt. Was eine Mutter leiden kann [eine wahre Geschichte] (1846). Digitalisierte Ausgabe der Universitäts- und Landesbibliothek Düsseldorf
- De sleutel der gezuiverde spelling (1844)
- Geschiedenis van België  (1845) – dt. Geschichte von Belgien [Von der ältesten bis auf die neueste Zeit] (1847)
- Geschiedenis van graef Hugo van Craenhove en van zynen vriend Abulfaragus (1845) – dt. Die Geschichte des Grafen Hugo von Craenhove und seines Freundes Abulfaragus (1846)
- Avondstonden (1846) – dt. Abendstunden (1846). Online-Ausgabe ULB Münster
  - darin: De kwade hand (1846) (dt.: Die böse Hand. (= Kabinett der Phantasten Bd. 40). Übersetzt und mit einem Nachwort versehen von Heiko Postma. JMB-Verlag, 2013. ISBN 978-3-944342-13-9).
- Eenige bladzijden uit het boek der natuer (1846) – dt. Blätter aus dem Buche der Natur (1851)
- Lambrecht Hensmans (1847) – dt. 1847
- Jacob van Artevelde (1846) – dt. Jacob von Artevelde [Der Bürger von Gent] (1849)
- Baes Gansendonck (1850) – dt. 1853
- Houten Clara (1850) – dt. Die Hölzerne Clara (1851)
- De loteling (1850) – dt. Der Rekrut. Übersetzt v. Oskar Ludwig Bernhard Wolff. (1851). Online-Ausgabe ULB Münster
- Blinde Roza (1850) – dt. Blinde Rosa (1851)
- De arme edelman (1851) – dt. Der arme Edelmann (1851)
- H. Conscience aen zijne medeburgers (1851)
- Rikke-tikke-tak (1851) – dt. 1917
- De gierigaerd (1852) – dt. Der Geizhals (1852)
- De boerenkrijg 1798 (1853) – dt. Der Bauernkrieg 1798 [historisches Gemälde aus dem 18. Jahrhundert] (1853)
- De grootmoeder (1853) – dt. Die Großmutter (1853)
- Hlodwig en Clothildis (1854) – dt. Chlodwig und Chlothilde [historisches Gemälde aus dem 5. Jahrhundert] (1854)
- Het geluk van rijk te zijn (1855) – dt. Das Glück reich zu sein (1855)
- De plaeg der dorpen (1855) – dt. Die Dorf-Plage (1855)
- De geldduivel (1856) – dt. Der Geldteufel [Gemälde aus unserer Zeit] (1856)
- Beschrijving der nationale jubelfeesten te Brussel gevierd ter gelegenheid van de 25e verjaring der inhuldiging van Z. M. Leopold I (1856)
- Moeder Job (1856) – dt. Mutter Hiob. Übersetzt v. Karl Arenz (1856), Online-Ausgabe dilibri Rheinland-Pfalz
- De zending der vrouw (1856)
- Batavia (1858) – dt. 1858
- Mengelingen (1858) (Inhalt: De zending der vrouw, Het boetende meisje, De moordenaar, De maagd van Vlaanderen, De brandende schaapherder, De grootmoeder)
- Herinneringen uit het leven van Hendrik Conscience’s eerste jeugd, De omwenteling van 1830 (1858)
- Redevoeringen (1858)
- De lange nagel (1858)
- De kwael der tijds (1859), dt. Die Qual der Zeit. Eine Geschichte unserer Tage. Übersetzt v. Conrad Joseph Diepenbrock (1860), (Web-Ressource).
- Simon Turchi of De Italianen te Antwerpen (1859)
- De jonge doctor (1860) – dt. Der junge Doctor (1860). Online-Ausgabe dilibri Rheinland-Pfalz
- Het ijzeren graf (1860)
- Bella Stock (1861)
- De burgers van Darlingen (1861)
- Het goudland (1862)
- Moederliefde (1862)
- De koopman van Antwerpen (1863) – dt. Der Kaufmann von Antwerpen (1864)
- Menschenbloed (1864)
- Het boek der natuer (1863)
- Eene uitvinding des duivels (1864)
- Bavo en Lieveken (1865)
- Valentijn (1865)
- De ziekte der verbeelding (1865)
- De burgemeester van Luik (1866)
- Levenslust (1868)
- De kerels van Vlaanderen (1871)
- Een goed hart (1872)
- Koning Oriand (1872)
- Eene 0 te veel (1872)
- Een slachtoffer der moederliefde (1872)
- Eene stem uit het graf (1872)
- De twee vrienden (1872)
- Een zeemanshuisgezin (1872)
- De dichter en zijn droombeeld (1872)
- De baanwachter (1873)
- Levensbeschrijving van F. A. Snellaert (1873)
- De minnezanger (1873)
- Everard T’Serclaes (1874)
- De keus des harten (1874)
- Levensbeschrijving van Willem de Mol (1874)
- Een verwarde zaak (1874)
- Schandevrees (1875)
- Gerechtigheid van Hertog Karel (1876)
- De oom van Felix Roobeek (1877) – dt. Der Onkel von Felix Rohbeck (1900)
- De schat van Felix Roobeek (1878)
- Het wassen beeld (1879)
- Een welopgevoede dochter (1880)
- Een gekkenwereld (1880)
- Geld en adel (1881)
- Redevoeringen uitgesproken in de Koninklijke Academie van België den 11 mei 1881 (1881)
- Histoires et tendances de la littérature flamande (1881)
- Geschiedenis mijner jeugd (1888) (= Erweiterung von De omwenteling van 1830)
- De duivel uit het slangenbosch (1889) (vollendet von M. Antheunis-Conscience)
- De geest (?)
- De engel des goeds en de geest des kwaads (?)
- De nieuwe Niobe (?)
- De omwenteling van 1830 (?)
- De podagrist (?)
- De schoolmeester ten tijde van Maria Theresia (?)
- Het beulskind (?)
- Wellust en geloof (?)
- Quinten Massys (?)
- Striata formosissima of de dahlia’s koorts (?)
- De poesjenellenkelder (aus Geschiedenis mijner jeugd, 1961)
- Onuitgegeven en weinig gekende brieven van Hendrik Conscience (1966–1967)

## Ausgaben
- Volledige werken (niederländisch). 30 Bände. 1912.
- Werkausgabe (deutsch). 75 Bände. 1846–1884.

## Verfilmungen
- 1974: Jan, der Söldner (De Loteling)
- 1984: Der Löwe von Flandern (De Leeuw van Vlaanderen)